# 希世霊彦
希世 霊彦（きせい れいげん、1403年（応永10年）‐ 1488年8月3日（長享2年6月26日））は、室町時代後期の臨済宗の僧である。諡号は慧鑑明照禅師、別号は村庵。

## 経歴・人物
京都の生まれ。幼年の頃から詩に優れ南禅寺の善住庵で同じ臨済宗だった斯文正宣の門人となり、後に管領一族だった細川満元の養子ともなる。その後は当時将軍だった足利義持に従事し、後小松天皇に謁見し詩文を披露した。
1419年（応永26年）には出家し、惟肖得巌から五山文学の漢詩文を学ぶ。後に東山で聴松院を開いたが、霊彦が着る法衣は黒衣であり同位の侍者位に置かれた。しかし多くの著書を執筆したことにより、五山文学僧では最高位に置かれたとされている。

## 主な著作物
- 『村庵稿（藁表記とも[2]）』
- 『三体詩絶句抄』
- 『蒲芽』